# Drosophila diama
Drosophila diama är en tvåvingeart som beskrevs av Burla 1954. Drosophila diama ingår i släktet Drosophila och familjen daggflugor.
Artens utbredningsområde är Elfenbenskusten.